# 20352 Pinakibose
20352 Pinakibose este un asteroid din centura principală de asteroizi.

## Descriere
20352 Pinakibose este un asteroid din centura principală de asteroizi. A fost descoperit pe 19 aprilie 1998 la Socorro, New Mexico, în cadrul proiectului LINEAR. Asteroidul prezintă o orbită caracterizată de o semiaxă mare de 2,33 ua, o excentricitate de 0,05 și o înclinație de 6,2° în raport cu ecliptica.